# أوليفر تامبو
أوليفر ريجنالد تامبو (بالإنجليزية: Oliver Reginald Tambo) (24 أبريل 1993 - 27 أكتوبر 1917) سياسي أسود من جنوب أفريقيا، مناضل ومناهض لنظام الفصل العنصري ورئيس المؤتمر الوطني الأفريقي (ANC).
ولد أوليفر تامبو يوم 27 أكتوبر عام 1917، في Mbizana في Pondoland (شرق كيب). سمي في الأول Kaizana في إشارة إلى كايزر (Kaiser)، عدو البريطانيين، وأسموه بالاسم الإنكليزي «أوليفر» عند بدء تعليمه.
في عام 1940، استبعد مع نيلسون مانديلا من جامعة فورت هير لمشاركتهم في إضراب. وفي عام 1942، عمل استاذا للعلوم والرياضيات في سانت بيتر، مدرسته السابقة للسود في جوهانسبرغ. في عام 1943، جنبا إلى جنب مع نيلسون مانديلا ووالتر سيسولو، شارك في تأسيس عصبة شبيبة حزب المؤتمر الوطني الأفريقي (ANC Youth League)، والتي تقدمت بطريقة جديدة للمطالبة بالحقوق، وليس على أساس العرائض والاحتجاجات، وإنما العصيان المدني والمقاطعة والإضرابات وعدم التعاون.
صار أمينا وطنيا للعصبة في عام 1944، وانتخب في المجلس التنفيذي لحزب المؤتمر الوطني الأفريقي في عام 1948، وهي سنة فوز الحزب الوطني في الانتخابات العامة وإنشاء نظام الفصل العنصري. في عام 1955، انتخب أمينا عام لحزب المؤتمر الوطني الأفريقي بعد استبعاد والتر سيسولو بمقتضى «قانون قمع الشيوعية». في عام 1958، أصبح نائب رئيس حزب المؤتمر الوطني الأفريقي وفي عام 1959 صار مستيعدا هو أيضا لمدة 5 سنوات.
أرسل إلى الخارج بعد مذبحة شاربفيل لحشد المعارضة لنظام الفصل العنصري، وشارك في تشكيل جبهة جنوب أفريقيا المتحدة (South African United Front) التي نجحت في طرد جنوب أفريقيا من الكومنولث في عام 1961. وبين عامي 1977 و 1990 عاش في إنجلترا، في حي موسول هيل في لندن.
ترأس حزب المؤتمر الوطني الأفريقي في المنفى لمدة 30 عاما حتى عودته إلى جنوب أفريقيا في عام 1991 بعد إضفاء الرئيس فريدريك دي كليركالصفة القانونية على الحزب. وتوفي إثر نوبة قلبية في 24 أبريل 1993، أيام قليلة بعد اغتيال كريس هاني، زميله في مناهضة الفصل العنصري ورئيس الحزب الشيوعي الجنوب أفريقي (SACP).
في عام 2004، وضع تحقيق مثير للجدل للتلفزيون العام SABC، أوليفر تامبو في المرتبة 31 في قائمة أفضل 100 شخصيات جنوب أفريقية، وراء شخصيات تعتبر موالية لنظام الفصل العنصري مثل هندريك فيرورد في المركز 19 أو يوجين تيربلونش في المرتبة 25.
في 27 أكتوبر 2006، أعيد تسمية المطار الدولي لجوهانسبرغ، والذي كان يحمل اسم جان سموتس من 1952 إلى 1995، باسم «مطار أ.ر. تامبو الدولي». أعقب هذا القرار جدل طويل، ونظرت إليه المعارضة باعتباره تراجعا عن قرار عام 1995 الذي اتخذته الحكومة إعطاء أسماء جغرافية فقط للمطارات في جنوب أفريقيا.

## روابط خارجية
- أوليفر تامبو على موقع الموسوعة البريطانية (الإنجليزية)
- أوليفر تامبو على موقع مونزينجر (الألمانية)
- أوليفر تامبو على موقع إن إن دي بي (الإنجليزية)